# Charles Waterton

Charles Waterton by Charles Willson Peale, 1824, National Portrait Gallery, Londres

Charles Waterton (3 de junho de 1782 - 27 de maio de 1865) foi um naturalista inglês, supervisor de plantações e explorador mais conhecido por seu trabalho pioneiro em matéria de conservação.

## Família e religião
Waterton era de uma família da nobreza católica romana descendente de Reiner de Waterton. Os Waterton permaneceram católicos após a Reforma Inglesa e, consequentemente, a grande maioria de suas propriedades foi confiscada. O próprio Charles Waterton era um católico devoto e asceta, e mantinha fortes ligações com o Vaticano.

## Início da vida
"Squire" Waterton nasceu em Walton Hall, Wakefield, Yorkshire filho de Thomas Waterton e Anne Bedingfield.
Ele foi educado no Stonyhurst College em Lancashire, onde seu interesse pela exploração e vida selvagem já era evidente. Em uma ocasião Waterton foi pego pelo superior jesuíta da escola escalando as torres na frente do prédio; quase no topo, o superior ordenou-lhe que descesse por onde subira.

## América do Sul
Em 1804 viajou para a Guiana Inglesa para se encarregar das plantações de escravos de seu tio perto de Georgetown. Em 1812 começou a explorar o sertão da colônia, fazendo quatro viagens entre então e 1824, chegando ao Brasil andando descalço na estação chuvosa. Ele descreveu suas descobertas em seu livro Waterton's Wanderings in South America, que inspirou estudantes britânicos como Charles Darwin e Alfred Russel Wallace.
Waterton era um taxidermista habilidoso e preservou muitos dos animais que encontrou em suas expedições. Ele empregou um método único de taxidermia, embebendo os espécimes no que chamou de "sublimação de mercúrio". Ao contrário de muitos animais preservados ("empalhados"), seus espécimes são ocos e realistas. Ele também exibiu seu senso de humor anárquico em algumas de suas taxidermias: um quadro que ele criou (agora perdido) consistia de répteis vestidos como famosos protestantes ingleses e intitulado "A Reforma Inglesa Demonstrada Zoológicamente". Outro espécime foi o fundo de um macaco bugio que ele transformou em um rosto quase humano e simplesmente rotulou "O Indescritível". Este espécime ainda está em exibição no Museu Wakefield, junto com outros itens da coleção de Waterton.
Enquanto estava na Guiana Britânica, Waterton ensinou suas habilidades a um dos escravos de seu tio, John Edmonstone.
Waterton é creditado por trazer o agente anestésico curare wourali para a Europa.

## Legado
Waterton é lembrado principalmente por sua associação com o curare e por seus escritos sobre história natural e conservação. David Attenborough o descreveu como “uma das primeiras pessoas em qualquer lugar a reconhecer, não apenas que o mundo natural era de grande importância, mas que precisava de proteção à medida que a humanidade fazia mais e mais demandas sobre ele”.